# Dania na Zimowych Igrzyskach Olimpijskich 2022
Dania na Zimowych Igrzyskach Olimpijskich 2022 – występ kadry sportowców reprezentujących Danię na igrzyskach olimpijskich, które odbyły się w Pekinie, w Chińskiej Republice Ludowej, w dniach 4-20 lutego 2022 roku.
Reprezentacja Danii liczyła sześćdziesięcioro troje zawodników – dwadzieścia dziewięć kobiet i trzydziestu czterech mężczyzn.
Był to piętnasty start Danii na zimowych igrzyskach olimpijskich.

## Reprezentanci

### Biathlon
| Zawodnik          | Konkurencja              | Strzelanie  | Czas    | Strata  | Miejsce | Źródło |
| ----------------- | ------------------------ | ----------- | ------- | ------- | ------- | ------ |
| Ukaleq Slettemark | bieg indywidualny kobiet | 0 (0+0+0+0) | 50:27,4 | +6:14,7 | 53.     | [ 1 ]  |
| Ukaleq Slettemark | sprint kobiet            | 0 (0+0)     | 23:54,6 | +3:10,3 | 65.     | [ 1 ]  |

### Curling
| Drużyna                                                                      | Konkurencja      | Faza grupowa     | Faza grupowa              | Faza grupowa                         | Faza grupowa       | Faza grupowa            | Faza grupowa                         | Faza grupowa     | Faza grupowa             | Faza grupowa              | Faza grupowa | Półfinały        | Finał/3.miejsce  | Pozycja | Źródło |
| Drużyna                                                                      | Konkurencja      | Przeciwnik Wynik | Przeciwnik Wynik          | Przeciwnik Wynik                     | Przeciwnik Wynik   | Przeciwnik Wynik        | Przeciwnik Wynik                     | Przeciwnik Wynik | Przeciwnik Wynik         | Przeciwnik Wynik          | Pozycja      | Przeciwnik Wynik | Przeciwnik Wynik | Pozycja | Źródło |
| ---------------------------------------------------------------------------- | ---------------- | ---------------- | ------------------------- | ------------------------------------ | ------------------ | ----------------------- | ------------------------------------ | ---------------- | ------------------------ | ------------------------- | ------------ | ---------------- | ---------------- | ------- | ------ |
| Madeleine Dupont, Mathilde Halse, Denise Dupont, My Larsen, Jasmin Lander    | turniej kobiet   | Chiny · W 7:6    | Stany Zjednoczone · P 5:7 | Japonia · P 7:8                      | Szwajcaria · P 5:8 | Wielka Brytania · P 2:7 | Rosyjski Komitet Olimpijski · W 10:5 | Szwecja · P 3:9  | Korea Południowa · P 7:8 | Kanada · P 4:10           | 9.           | NQ               | NQ               | 9.      | [ 2 ]  |
| Mikkel Krause, Mads Nørgård, Henrik Holtermann, Kasper Wiksten, Tobias Thune | turniej mężczyzn | Kanada · P 5:10  | Chiny · P 4:5             | Rosyjski Komitet Olimpijski · P 2:10 | Szwajcaria · P 6:8 | Wielka Brytania · P 2:8 | Norwegia · W 6:5                     | Szwecja · P 3:8  | Włochy · P 3:10          | Stany Zjednoczone · P 5:7 | 10.          | NQ               | NQ               | 10.     | [ 3 ]  |

### Hokej na lodzie
| Drużyna                      | Konkurencja      | Faza grupowa     | Faza grupowa                        | Faza grupowa     | Faza grupowa     | Faza grupowa | Runda kwalifikacyjna | Ćwierćfinały                        | Półfinały        | Finał            | Pozycja | Źródło |
| Drużyna                      | Konkurencja      | Przeciwnik Wynik | Przeciwnik Wynik                    | Przeciwnik Wynik | Przeciwnik Wynik | Pozycja      | Przeciwnik Wynik     | Przeciwnik Wynik                    | Przeciwnik Wynik | Przeciwnik Wynik | Pozycja | Źródło |
| ---------------------------- | ---------------- | ---------------- | ----------------------------------- | ---------------- | ---------------- | ------------ | -------------------- | ----------------------------------- | ---------------- | ---------------- | ------- | ------ |
| Reprezentacja Danii kobiet   | turniej kobiet   | Chiny P 1:3      | Japonia P 2:6                       | Czechy W 3:2     | Szwecja P 1:3    | 5.           | —                    | NQ                                  | NQ               | NQ               | 10.     | [ 4 ]  |
| Reprezentacja Danii mężczyzn | turniej mężczyzn | Czechy W 2:1     | Rosyjski Komitet Olimpijski · P 0:2 | Szwajcaria W 5:3 | —                | 2. q         | Łotwa W 3:2          | Rosyjski Komitet Olimpijski · P 1:3 | NQ               | NQ               | 7.      | [ 5 ]  |

Skład reprezentacji Danii kobiet
Bramkarki: Emma-Sofie Nordström, Cassandra Repstock-Romme, Lisa Jensen, Obrończynie: Amalie Andersen, Josephine Asperup, Simone Jacquet Thrysøe, Kristine Melberg, Malene Frandsen, Amanda Refsgaard, Sofie Skott, Napastniczki: Mia Bau Hansen, Sofia Skriver, Michele Brix, Lilli Friis-Hansen, Julie Østergaard, Josefine Persson, Maria Peters, Josefine Jakobsen, Silke Glud, Julie Oksbjerg, Emma Russell, Nicoline Jensen, Michelle Weis, Trener: Peter Elander
Skład reprezentacji Danii mężczyzn
Bramkarze: Sebastian Dahm, Frederik Dichow, Patrick Galbraith; Obrońcy: Phillip Bruggisser, Jesper Jensen Aabo, Nicholas B. Jensen, Emil Kristensen, Oliver Larsen, Matias Lassen, Markus Lauridsen, Oliver Lauridsen; Napastnicy: Mikkel Aagaard, Matthias Asperup, Mathias Bau Hansen, Mikkel Bødker, Julian Jakobsen, Jesper B. Jensen, Nicklas Jensen, Morten Madsen, Nicolai Meyer, Frans Nielsen, Nick Olesen, Morten Poulsen, Peter Regin, Patrick Russell, Frederik Storm; Trener: Heinz Ehlers

### Łyżwiarstwo szybkie
| Zawodnik           | Konkurencja     | Finał   | Finał  | Finał   | Źródło |
| Zawodnik           | Konkurencja     | Czas    | Strata | Miejsce | Źródło |
| ------------------ | --------------- | ------- | ------ | ------- | ------ |
| Viktor Hald Thorup | 5000 m mężczyzn | 6:28,87 | +20,03 | 19.     | [ 6 ]  |

| Zawodnik           | Konkurencja          | Półfinał | Półfinał | Półfinał | Finał | Finał  | Finał   | Miejsce | Źródło |
| Zawodnik           | Konkurencja          | Czas     | Punkty   | Miejsce  | Czas  | Punkty | Miejsce | Miejsce | Źródło |
| ------------------ | -------------------- | -------- | -------- | -------- | ----- | ------ | ------- | ------- | ------ |
| Stefan Due Schmidt | bieg masowy mężczyzn | 7:58,01  | 0        | 12.      | NQ    | NQ     | NQ      | 25.     | [ 7 ]  |
| Viktor Hald Thorup | bieg masowy mężczyzn | 8:21,94  | 1        | 10.      | NQ    | NQ     | NQ      | 21.     | [ 6 ]  |

### Narciarstwo alpejskie
| Zawodnik             | Konkurencja     | 1 przejazd | 1 przejazd | 2 przejazd | 2 przejazd | Łącznie | Łącznie | Źródło |
| Zawodnik             | Konkurencja     | Czas       | Pozycja    | Czas       | Pozycja    | Czas    | Pozycja | Źródło |
| -------------------- | --------------- | ---------- | ---------- | ---------- | ---------- | ------- | ------- | ------ |
| Casper Dyrbye Næsted | slalom mężczyzn | 1:01,38    | 38.        | 55,89      | 31.        | 1:57,27 | 30.     | [ 8 ]  |